# MiG-31 (航空機)
 MiG-31 / МиГ-31
ロシア空軍のMiG-31
- 用途：戦闘機
- 分類：迎撃戦闘機
- 設計者： ミコヤーン・グレーヴィチ設計局
- 製造者： ミコヤーン・グレーヴィチ設計局
- 運用者：
 ロシア(ロシア航空宇宙軍)
 カザフスタン(カザフスタン空軍)
- 初飛行：1975年9月16日
- 生産数：500機以上
- 生産開始：1979年
- 運用開始：1982年
- 運用状況：運用中
- 原型機：MiG-25

MiG-31(ミグ31、ロシア語:МиГ-31 ミーク・トリーッツァチ・アヂーン)は、ソビエト連邦のミグ設計局が開発した大型戦闘機。当初はソ連防空軍向けの迎撃戦闘機として開発された機体だが、ソ連崩壊後にマルチロール機として改修された機体も存在している。
ソ連初の第4世代戦闘機で、MiG-25をベースに大幅な改良を行った機体である。原型機のMiG-25は高高度・高速の航空機の迎撃に特化し、低空進入する巡航ミサイルや爆撃機への対応能力には劣っていたが、本機は各種改良によってそれを改善している。NATOコードネームはフォックスハウンド (Foxhound)。

## 開発経緯
MiG-25はXB-70爆撃機（開発中止）やSR-71偵察機のような、高高度をマッハ2を大きく超える速度で飛行する超音速機の迎撃に特化した迎撃機であった。しかし大陸間核弾道弾の大幅な進歩もあって、高高度を超音速で侵入する爆撃機・攻撃機による核攻撃は時代遅れとなり、代わって核を搭載した巡航ミサイルや戦闘機の護衛を伴った爆撃機がレーダー覆域の下を地面すれすれの低高度で侵入する方法が取られるようになっていった。低空・亜音速での燃費が悪いエンジンを搭載し、自機より低高度で地面を背景にした目標を探知・攻撃する能力(ルックダウン・シュートダウン能力)の良くないレーダーを搭載したMiG-25はこのような目標の迎撃には不向きであり、改良が望まれていた（皮肉にも、低高度侵入の有効性とルックダウン能力に劣る戦闘機の問題点を浮き彫りにしたのは、当のMiG-25による1976年の「ベレンコ中尉亡命事件」であった）。低空飛行する目標への攻撃能力を持つ戦闘機の開発が求められるようになり、MiG-29やSu-27といった機体の開発が始められたが、これら新型機の実用化には時間を要するため、実用化までの穴埋めをする戦闘機が必要となった。この新型機を低リスクで開発するため、MiG-25をベースに大幅に改良されて誕生したのがMiG-31である。しかし実際は単なる繋ぎではなく、北部シベリアなど地上レーダーからの管制を受けられない地域でも単独で迎撃を行える、全く別の長距離迎撃機として開発された。
開発は1968年に着手され、原型機のYe-155MPは1975年9月16日に初飛行を果たしている。機体構成はMiG-25とほぼ同様であったが、操縦席は単座から複座となり、主翼前縁付け根部分が前方に延長され、MiG-25に取り付けられていた主翼端の対フラッタ用マスバランスは外されていた。その後の開発試験を経て、1979年には生産が開始された。1982年には国土防空軍に配備され、従来のSu-15およびTu-128の置き換えを開始した。1983年9月に極東サハリンに配備された。1995年までに、500機を超えるMiG-31/Bが生産された。
超高速を実現するため、チタン合金を採用していると西側では予測していたが、実際のところ鋼材とのハイブリッド使用によって超高速時の機体の耐熱限界温度の向上に成功している。翼面荷重は同じ第4世代戦闘機の大型機で同様の任務を持つF-14よりも大きく、世界最大の旋回半径を持つ戦闘機とも呼ばれる。

## 特徴

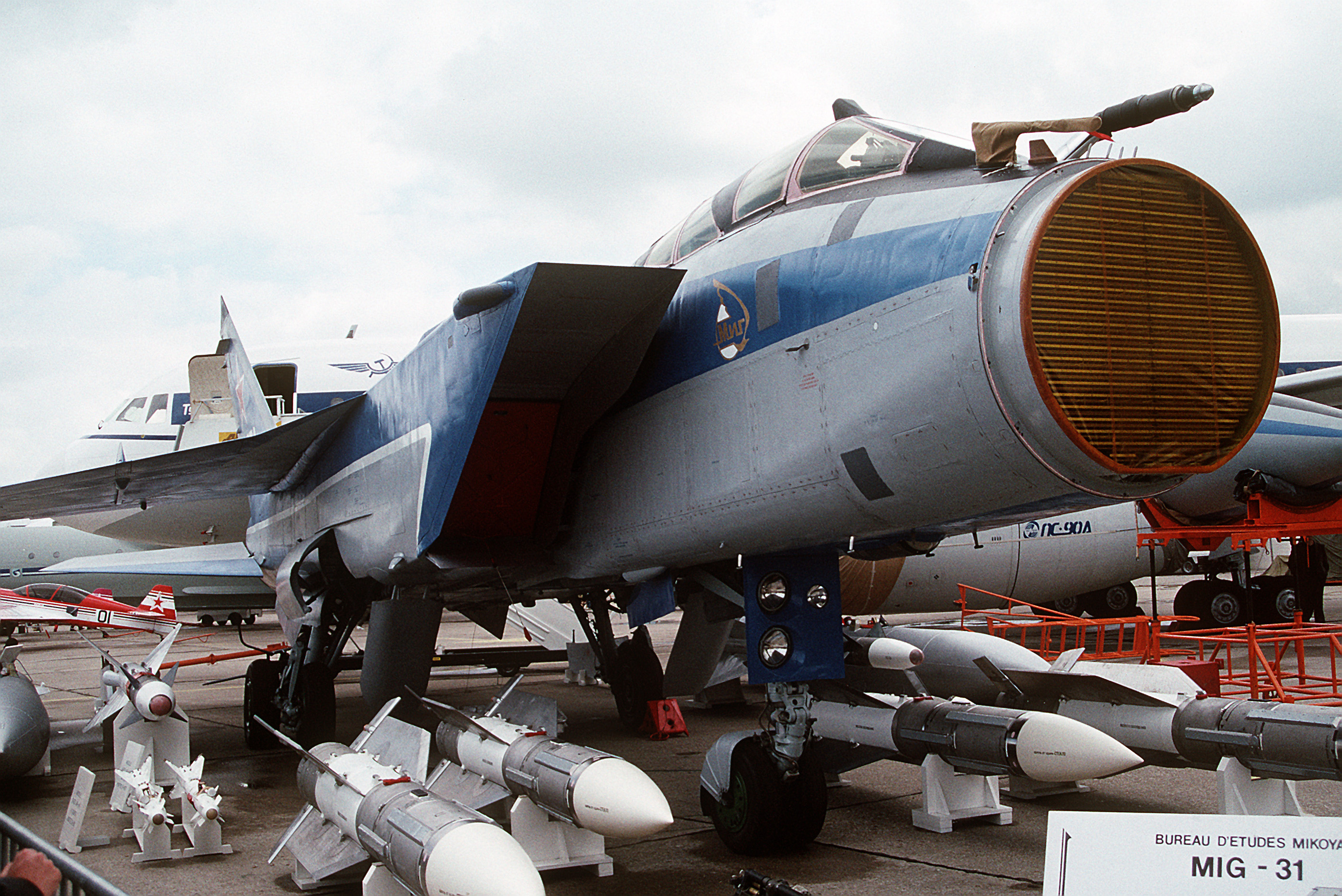
MiG-31Eの「ザスロン」レーダー

MiG-31の基本的な外形はMiG-25と似ているが、改良点は多岐に渡っている。主なものは以下の通りである。
- 作戦任務でのパイロットの負担を減らすため、コクピットは単座からタンデム複座に変更となり、後席にレーダー操作員を乗せ作業を分担するようにした。後席は段差がないため、前席から胴体上部のドーサル・スパインへ向けてのラインに溶け込んでいるが、左右側方に窓があるだけで外の視界が極めて悪くなっている。
- エンジンを従来のターボジェットエンジンから、より燃費の良いターボファンエンジンに換装した。その分、高高度性能、特に高高度での高速度性能は抑えられている[注 1]。
- 主翼の後退角を前縁で40度、主翼の翼弦長の25%で33度に減らし、前縁付け根部分にストレーキ（LEX）が取り付けられた。胴体も延長して燃料搭載量を15%増やしており、操縦席の左横側には引き込み式の空中給油用プローブが装備された。これにより長時間にわたる低速での戦闘空中哨戒（CAP）を可能にした。
- 機体構造へのニッケル鋼の使用割合を抑え、チタンやアルミニウムの使用を増やし、軽量化を図った。
- 世界初の戦闘機用パッシブフェーズドアレイレーダーRP-37 N007 S-800「ザスロン」を搭載し、ルックダウン・シュートダウン能力を強化した。これにより探知距離も延伸され、同時多目標対処能力をも獲得した。
- レーダーを補完するため、引き込み式のSTP/TP-8 IRST（赤外線捜索追尾装置）を搭載した。
- 新開発の長射程空対空ミサイルR-33(NATO名AA-9)を胴体下面に4発搭載可能とした。
- 格闘戦に備え、固定武装として23 mm機関砲（GSh-6-23）を装備した。もっともMiG-31の荷重制限は満載時において5Gに過ぎず、燃料半減時でも7Gに制限されており同時代の他戦闘機に比して機動性能は劣る為、積極的に使用する武装では無く威嚇やとどめ用途と推測される。（他例：F-4=7G、F-14B=5.5G、F-15=9G）[3][4]

また、MiG-31は操縦が複雑で扱いの困難な機体であり、同機を運用するカザフスタン軍の操縦士によれば、僅かな過失や判断の遅れが致命的な事故を齎すという。同軍では訓練生がL-39練習機を経てすぐにMiG-31の操縦士に割り当てられることはなく、Su-27やMiG-29、Su-25といった他機種で飛行経験を積んだ後で、機種転換のための再訓練を受ける流れになっている。機体の空力特性と戦闘行動の習得、КТЭ-31というMiG-31で起こりうるあらゆる状況を再現するシミュレータでの訓練を完了した後、実機の慣熟飛行を完了した上でパイロットとして勤務することになる。このためかMiG-31の操縦士は階級の高い者が多い。なお、兵装システム士官の訓練プログラムはよりシンプルで、こちらは飛行学校を卒業したばかりの訓練生も配備されるという。

## 設計

### 機体
MiG-25に近い外形を持つMiG-31であるが、構造的な変更も多い。使用材料の見直しを図り、MiG-25の構造重量で80%あったニッケル鋼を50%まで減らした。一方でチタンは8%から16%、アルミニウムは11%から33%に増やし、速度面である程度妥協して機体を軽量化している。胴体の大型化と、垂直尾翼内へ燃料タンクを設けたことなどにより燃料搭載量は15%ほど増して16,350kgになっている。主翼は構造が強化され、前縁フラップを新たに設けるとともに後縁フラップも自動制御となり、機動性能の向上に貢献している。主翼付け根前縁にはストレーキがあり、MiG-31M/F型では円弧を描く形状に変更されている。
機動性が良くなったとはいえ満載での超音速機動は5Gに、燃料等半減時でも7Gに制限されている。
降着装置については、前輪は後ろ引き込み式に変更、主脚はダブルタイヤのボギー式となり40tを超す重量を支える。滑走路への影響を考えて主脚輪は轍が重ならないようになっている。

### エンジン
MiG-31はアビアドビガーテル (旧ソロヴィヨフ) D-30F-6ターボファンエンジンを搭載する。ドライ時で93.0kN（9493kg）、アフターバーナー時で151.9kN（15,500kg）の出力を発揮しており、MiG-25のR-15に比べて4,000kgほど向上している。大型化したエンジンに合わせノズル形状も変更されている。初期型ではノズルは可動式だったが、1984年の生産型から非可動になっている。胴体の幅が広げられたので2つのノズルは接触していない。MiG-31Mでは機体重量の増加に合わせて、エンジンも出力向上を施されたD-30F-6Mを搭載している。

### 電子機器
レーダーはチホミーロフNIIP「ザスロン」パッシブフェーズドアレイレーダー（NATOコード:フラッシュダンス）を搭載する。探知距離は200km、追尾距離は120kmに及ぶ。10目標同時追跡が可能で、R-33の搭載能力によるが4目標同時交戦も可能である。捜索範囲は左右各70度(モードによっては各120度)、上方70度、下方60度とかなり広い。また、攻撃目標の選択においては、ミッション・コンピュータの脅威度優先順位判断により自動的に行われる。
MiG-31Mの搭載する「ザスロンM」はRCSが0.95m2 程のAWACS機などの目標なら400kmの距離で探知できる能力を有し、24目標同時追尾、6目標同時交戦が可能。素子面直径は1.4mと「ザスロン」よりさらに大きい。
MiG-25になかった赤外線捜索追尾装置(IRST)を機首下に収納装備しており、使用時のみ機体の外にせり出して作動する。また、レーダーとの併用が可能である。MiG-31Mでは同様の場所に固定装備され、能力が向上しているとされる。
MiG-31MではECMポッドの搭載も検討されており、MiG-31Mの7号機が、Ye-155P3…11がつけていたような三角のフィンを持つECMポッドを翼端に装備した。
電子機器全般については、MiG-25のような真空管などは用いられておらず、完全にソリッドステート化されている。
MiG-31はAK-RLDNとAPD-518という2種類のデジタルデータリンクシステムを備えており、これは4機のMiG-31による連携運用を前提とするものである。前者は4機中のリーダー機が地上の管制所にあるレーダーの自動誘導ネットワークに組込むためのシステムであり、ソ連の防空戦闘機は地上からの誘導に従って行動するのを原則としていたので、交戦指示などを受けるためにこの能力を持っている。後者は残る3機のMiG-31との情報交換用のもので、4機を横に並んで飛行させ、個々の機上レーダーで得た情報をデータリンクで共有することで、水平方向に140度の範囲で800-1000kmの幅による機上レーダーでの哨戒が可能となっており、探知した目標に対しては、リーダー機が残る3機のMiG-31に任意に攻撃を指示することができる。また、MiG-25のような旧式機でもMiG-31側のサポートで情報共有を可能にしている。さらに、平行に並んだ4機のレーダーの情報をデータリンクを介して後方の制空戦闘機である1機のSu-27で統合して、これを基に最適な攻撃を行う新たな戦法が開発されている。

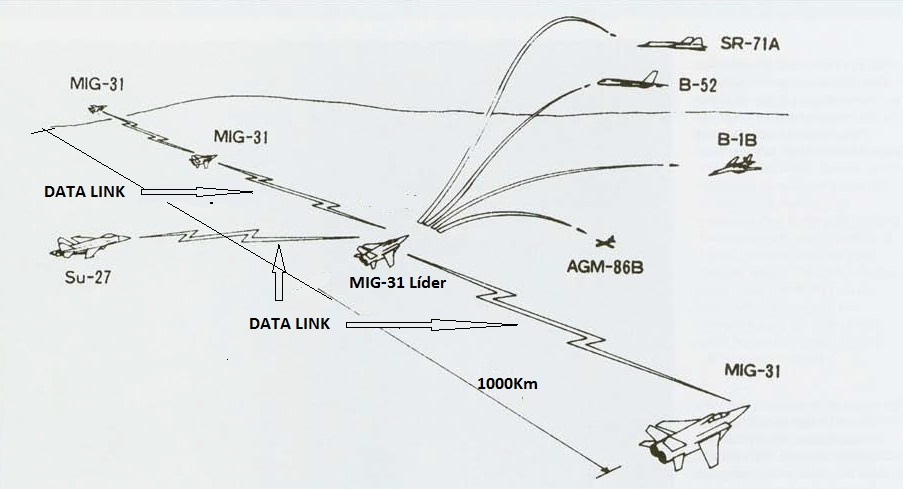
MiG-31のデータリンク構想図 右から2番目の機体がリーダー機であり、残りの3機が1000kmの幅で横に並んで飛行させ、個々の機上レーダーで得た情報をデータリンクにより共有しながら、機上レーダーによる哨戒を行い、探知した目標に対してミサイルによる攻撃を行う。後方の1機のSu-27は4機のレーダーの情報をデータリンクを介して統合して、これを基に制空戦闘機として最適な攻撃を行う。

### コックピット

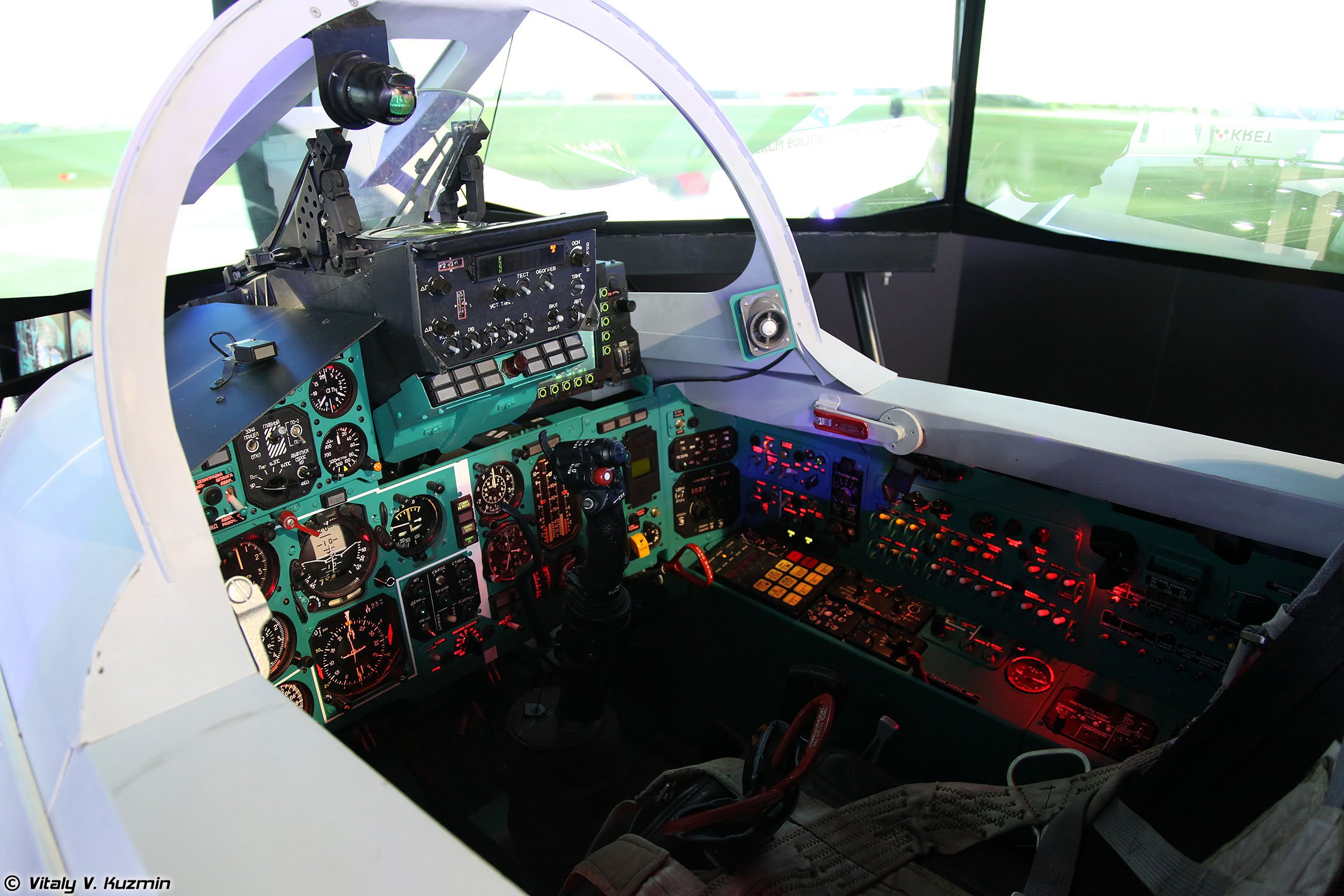
MiG-31BM/BSMの前席コックピット。HUDの右側にMFDがある

MiG-31はタンデム式に前後席を配し、前席にパイロット、後席にWSO (Weapon System Officer; 兵装システム士官) が乗る。前席には3色カラー表示のHUDが装備され、後席には大型のレーダースコープやIRST用の角型ディスプレイが装備されている。レーダーの操作は後席でのみ行えるようになっている。後席にも操縦装置が備えられており、前席が操縦不能となった場合には後席が前方を見るためのペリスコープを使用して代わりに操縦することが可能である。これは緊急時への配慮というより、練習機としての使用目的があったものと思われる。

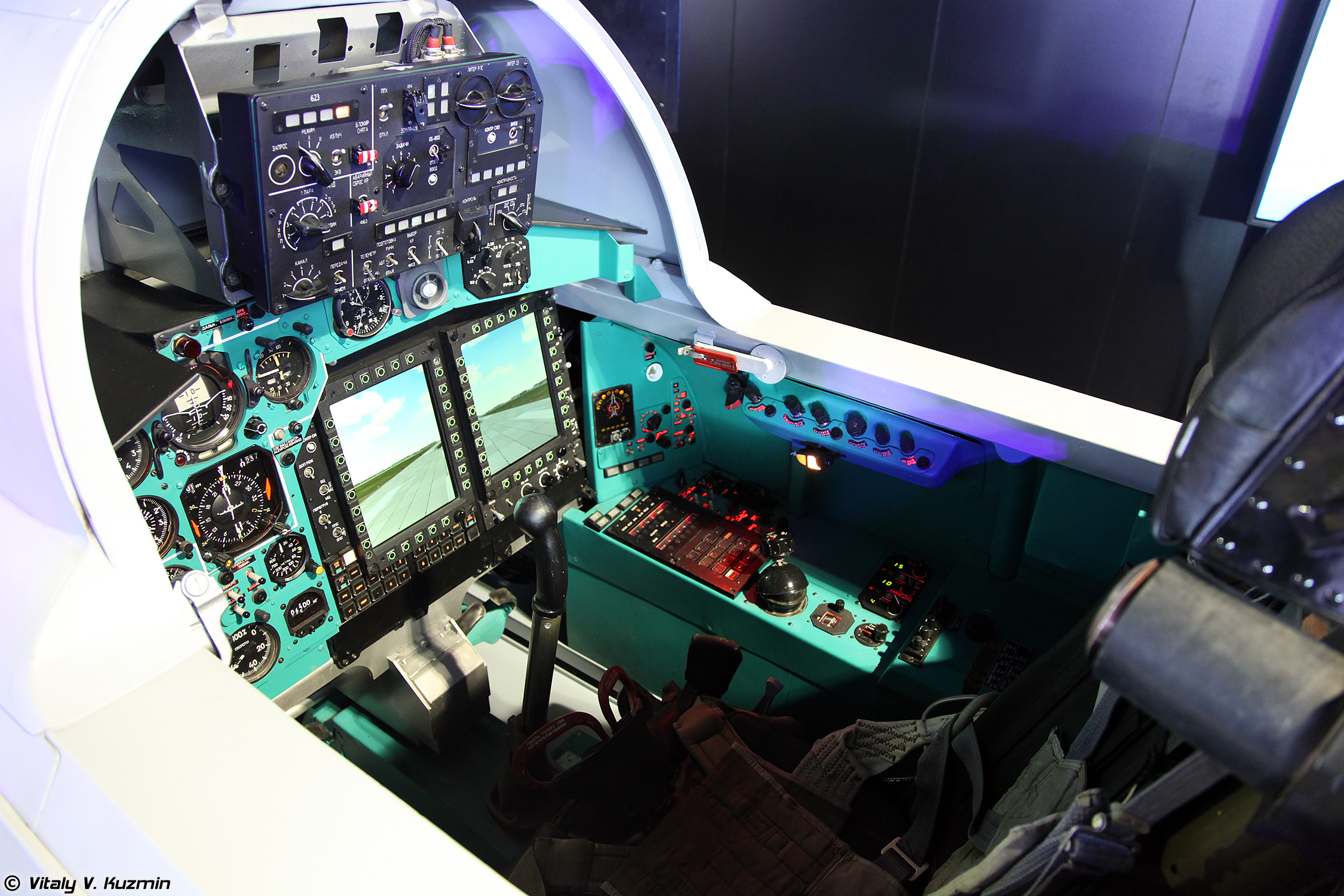
MiG-31BM/BSMの後席コックピット

MiG-31Mでは後席にCRT多機能ディスプレイ（MFD）3基が装備され、前席もHUD下にレーダースコープ（MFDではない）がついた。キャノピーのふくらみが増され枠も減ったため視界はかなり向上している。後席のCRTについてはMiG-31Fでも同様であるが、MiG-31BMではスコープが無くなり、液晶多機能ディスプレイが2つ追加されている。多くの対地兵装を扱うために改良が加えられ、レーダーモードの追加や、HOTAS概念の導入もなされている。

### 兵装
固定兵装としてGSh-6-23 23mm ガトリング砲を右胴体下に装備している。弾倉などは胴体内に収めているが、砲身のみを機外に取りつける形をとっている。MiG-31Mでは取り外されている。Su-24での事故を受けてロシア空軍は現在この機関砲の実用を禁止しているので、搭載している機でも弾薬は積んでいない。
MiG-31は胴体下に4発のR-33を搭載でき、胴体下面の形状もこれに合わされている。前の2発は半埋め込み式で搭載される。このミサイルはアメリカ軍のAIM-54 フェニックスと似た運用思想を持つ。誘導方式はセミアクティブレーダー誘導か、慣性誘導ののち終末誘導でセミアクティブレーダー誘導に切り替わるモードを選択できる。射程は160km、飛翔速度はM4.5。MiG-31Bの製作に合わせてR-33Sに改良され、射程が228kmに延長された。さらにMiG-31Mは6発のR-37を半埋め込み式で搭載できる。こちらは制御翼面を折り畳むことができ、R-33と同様にAWACSなど大型の目標を狙うためのもので、射程は300kmを超える。1994年4月に行われたMiG-31Mの試験飛行では実際に300km先の標的を撃墜した。
MiG-31は翼下のパイロンにR-40、R-60、R-73を搭載できる。短射程ミサイルについては軽量なため専用のアタッチメントをパイロンに取りつけることで各2発装備できる。MiG-31MではR-77を4ヶ所の翼下パイロンに各1発ずつ装備できる。これはMiG-31BMでも同様である。
MiG-31BMはマルチロール機として計画されたため、各種対地兵装を装備できる。Kh-31P対レーダーミサイルを始め、Kh-25MP対レーダーミサイル、Kh-29Tテレビ誘導ミサイル、Kh-59画像・データリンク誘導ミサイルなどを運用でき、爆弾ならKAB-1500を3発まで、KAB-500を6発まで装備できた。

## 性能の変化
MiG-31は、搭載レーダーの情報がスパイによって西側に漏れたため、各種の変更・改良を行ったMiG-31Bが開発された。

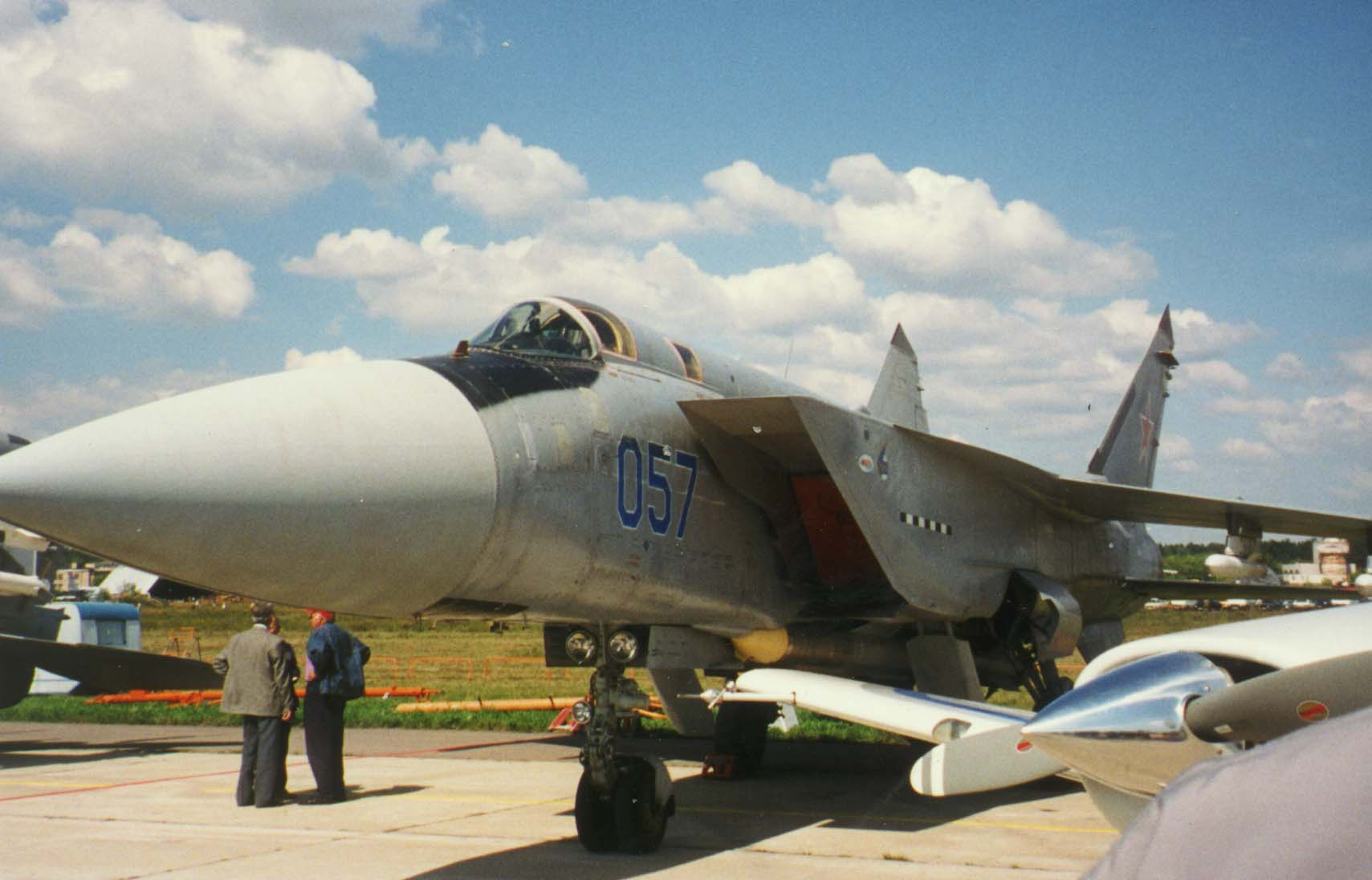
MAKS95にて撮影されたMiG-31M

1990年代には大幅な能力向上型のMiG-31Mが完成された。「ザスロン-A」より大型のチホミーロフNIIP「ザスロン-M」を大型化したレドームに搭載し、R-33の代わりに発展型のR-37長距離ミサイルを胴体下に6発、R-77中距離ミサイルを主翼下パイロンに4発搭載できるようになった。アビオニクスも能力向上が図られ、コクピット後席はCRTを3基備えグラスコックピット化されている。キャノピーも枠が減り大型化、視界が改善されている。機首プローブは右側へ移り、胴体右の機関砲は廃されている。主翼付け根のストレーキ形状が他の型と異なる。7号機には、翼端にはECM/ECCMの大型ポッドを装備して、その後部に大型の三角型の安定板が上下に延びている。これらの機体重量増加に合わせて、エンジンはパワーアップ型のD-30F-6Mが搭載されている。既存のMiG-31に前部胴体を移植した機を含め7機が完成したのみで、当時財政難であったロシアには採用されなかった。
この機体のアビオニクスをMiG-31Bに搭載したMiG-31BMは多目的戦闘機として開発された。外見上MiG-31Bとの大きな差異は見られないが、コクピット後席は2つの多機能ディスプレイ（MFD）が備わり、前席にもHUDの右側に従来の操作パネルを置き換える形で1基装備されている。そのほかにも、新型のHUD（ヘッドアップディスプレイ）、MFDにより拡張された戦術状況の表示機能、さらに対地攻撃能力を付与され、Kh-31対艦/対レーダーミサイル、Kh-59対レーダーミサイルなどを運用可能となっている。新造機としては製造されてはいないが、さらにレーダーなどを改良した型が、2011年の契約で60機が改修されている。
ミグでは対地攻撃性能を持たせる等したいくつかの輸出型を提案しているが、現在のところ輸出には成功していない。通常の輸出型のMiG-31Eは完成され長らく飛行状態にあるが、やはり機体が性能に比例して高価であるため発注は取れていない。一時期イランや中華人民共和国が関心を寄せていたが、経済性や政治的な問題から売買契約は締結されなかった。

## 派生型

### 試作機
Ye-155MP(Е-155МП, Izdeliye 83)
MiG-31の原型機で、MiG-25MP(МиГ-25МП)とも呼称される。Izdeliye 83（製品83）として、モスクワ第155機械工場(ММЗ No.155)で2機が組み立てられた。原型初号機のIzdeliye 83/1は機体番号831を付与され、MiGの主任テストパイロットであったアレクサンドル・フェドトフ少将とヴァレリー・セルゲーヴィチ・ザイツェフ試験航法士によって1975年9月16日に初飛行を果たしている。MiG-25RBの主翼を流用しているため主翼付け根のストレーキや前縁フラップがなく、エアブレーキを兼ねる主脚扉の形状も異なっている。二号機の83/2は胴体下面の面積の縮小が施された。1976年4月22日に初飛行し、レーダー、アビオニクスと全ての兵装システムの試験が行われた。その後機体は国家試験のため第929ヴァレリー・P・チカロフ・レーニン勲章授与赤旗飛行試験センター（GNIKI VVS、現在の第929国立飛行試験センター、929 GLITs）へ移送された。

### 量産機
MiG-31(МиГ-31, Izdeliye 01)
初期生産型で349機が生産され、1981年より運用が開始された。原型機の組み立てと飛行試験が行われる中、設計図が第21工場へ発行され、最初の数機は低率初期生産(LRIP)として生産された。プロダクトコードはIzdeliye 01で、原型機と比較して主翼後縁のフラップが延長され、可動域制限のため水平尾翼は小型化された。また垂直方向のテールアームは水平・垂直尾翼の移動に合わせて増加し、主脚ドアとエアブレーキの形状も現行の機体と同様の形へ変更された。生産バッチ01として組み立てられた最初の機体には戦術番号・青011が付与され、1977年6月13日にゴーキー・ソルモヴォ飛行場でロールアウトと初飛行を終えた。この試験では原型初号機と同様に安定性と操縦性、強度に関する評価が行われた。レーダー、アビオニクス類と兵装システムを搭載し、空対空目標への迎撃能力について評価が実施されたのは2機目の戦術番号・青012の機体で、同機は同月の6月30日に初飛行を果たしている。1977年5月から1978年12月の間に、アフトゥビンスクのウラジミロフカ空軍基地において統合国家承認試験「Ａ」が行われ、殆ど全員のMiGのテストパイロットが参加した。いくつか発生した問題の中でも深刻だったのはエンジンであり、飛行中に制御不能となる事態が度々発生していた。エンジンの不具合は量産機が配備された後も依然として残っており、Ye-155MPの初飛行を果たしたA.V.フェドトフ少将とV.S.ザイツェフ試験航法士は1984年4月4日の試験飛行中に起きたエンジンの事故で殉職している。暫定的にYe-155MPがMIG-31の量産機として承認された後、1979年に試験は統合国家承認試験「B」へ移行し、兵装システムの包括的・実戦的なテストと高緯度地域における航法システムの動作確認が行われた。NATOコードネームはフォックスハウンドA。
MiG-31DZ(МиГ-31ДЗ, Izdeliye 01DZ)

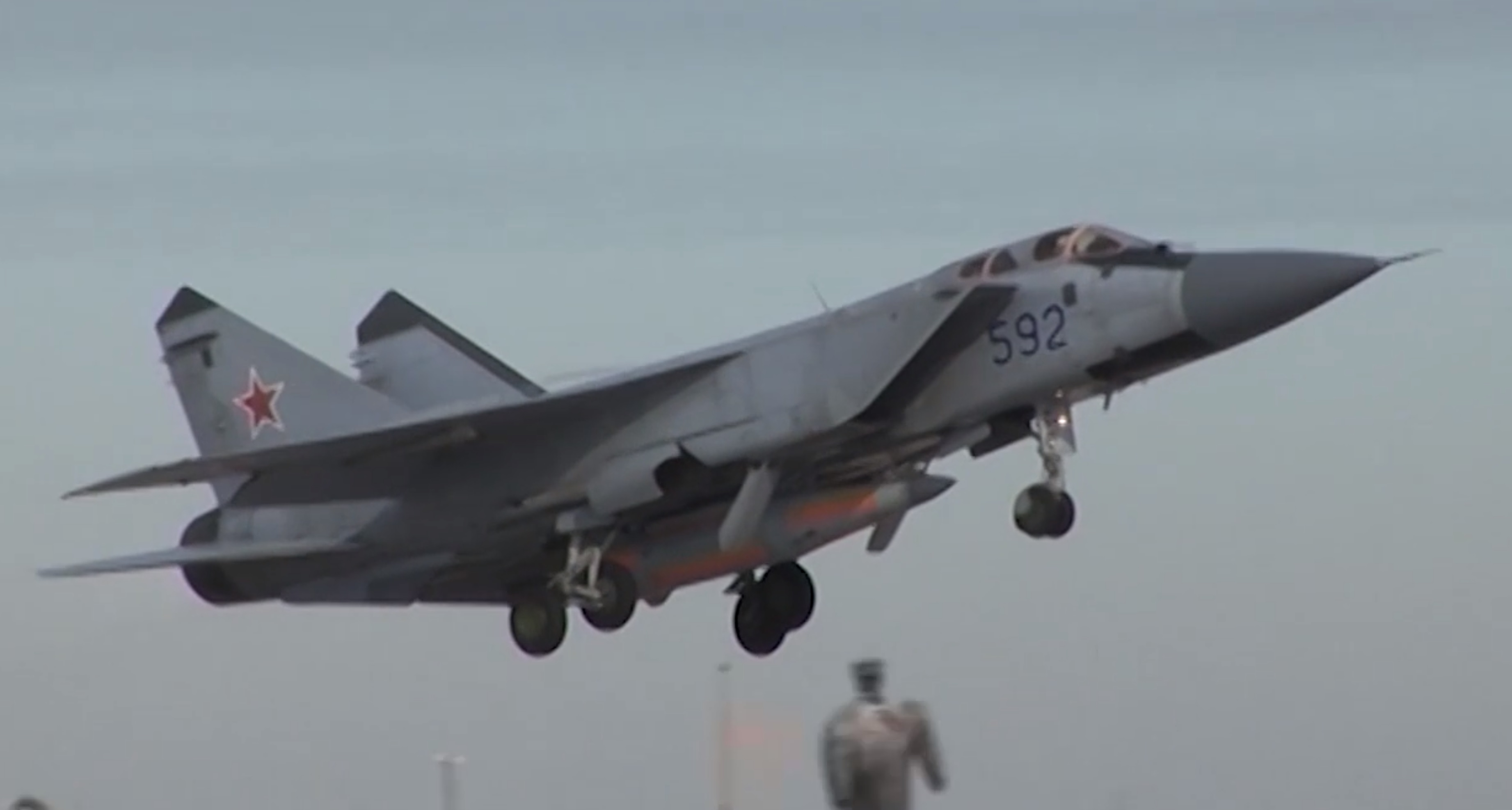
MiG-31DZを改修したMiG-31Kの試作型。量産機では前席キャノピーの上部に見られる後方視認ミラーは省かれている。

100機製造された空中給油用のプローブを機首左に備えたMiG-31。1987年から1991年まで生産された。この規格はアビオニクス、レーダーの改良を受けておらず、後のB型、BS型に適用された近代化改修プログラムには含まれていないが、いくつかの機体はKh-47M2 キンジャール発射プラットフォームとしてMiG-31BPへ転用された。他、DZ型を改修したと思われる新型の衛星攻撃ミサイルを装備した機体が確認されている。
MiG-31B(МиГ-31Б, Izdeliye 01B)
西側への情報漏洩を受けて各種改良が行われた型。ECCM性能を高めた「ザスロン-A」レーダーを搭載している。航法機器のアップグレードが行われ、A-723長距離航法システムが装備されているほか、空中給油プローブを標準装備している。兵装は改良型のR-33SのほかにR-37を搭載が可能となり、全体の戦闘能力は30%も高まった計算になるという。1990年から1994年まで生産された。
MiG-31BS(МиГ-31БС, Izdeliye 01BS)
既存のMiG-31(初期生産型)をMiG-31B相当に改修した型。レーダーなどの電子機器はアップグレードされていないが、兵装はR-37とR-77の搭載が可能となった。
MiG-31E(МиГ-31Э)
敵味方識別装置・レーダー・防御支援サブシステムなどの性能を引き下げるなど、輸出用にダウングレードされた型。既存の機体を改造してテストを行った。
MiG-31BM(МиГ-31БМ, Izdeliye 01BM)、MiG-31BSM(МиГ-31БСМ, Izdeliye 01BSM)
1997年に開始された大規模近代化による改修機で、MiG-31MのアビオニクスをMiG-31Bにフィードバックして改修されたマルチロール型。1999年に公開デモンストレーションが行われた。新造機としては製造されておらず、2010年よりMiG-31BとBS型をベースにまず69機が改修された。衛星航法装置を含め、MiG-29SMTと大きく統合されたナヴィゲーションシステムを搭載している。MiG-31B、MiG-31BSと区別できる外見的特徴としては、小型化された４つの主翼のパイロン、前方キャノピーに取り付けられた後方視認ミラー、前輪付近の左側に追加されたアンテナなどがある。
MiG-31BP(МиГ-31БП）
Kh-47M2 キンジャール装備型。アルミヤ-2018でMiG-31BPという名称が公開された。MiG-31K(МиГ-31К)とも呼称され、ニュースメディア等では主にこちらの名称で記述される。開発はMiG-31DZをベース機体として、キンジャールの開発と並行して実施された。レーダーを取り外して燃料を増やし、パトロール時間を増加している。コックピットは再設計され、新しい兵装の管理のためのシステムが導入された。従来の胴体下面に見られた4つのR-33S、R-37のランチャーはキンジャールの発射装置に置き換えられ、レーダーの代わりに照準を行うための信号を受信する新しい通信機器も装備された。機体内部の構造や重量変化に伴って重心や機体特性も変わったため、本機の操縦と運用には再訓練とMiG-31に関してさらに高度な知識と経験を持つ操縦士が必要である。
MiG-31I(МиГ-31И)
MiG-31BP(K)の改良型で、衛星打ち上げプラットフォームとして計画されたMiG-31I（MiG-31A）とは異なる型式である。2021年8月に催されたアルミヤ-2021にて、国防省が署名したMiG-31の修理と近代化に関する契約の一部であり、同年11月に国家試験へ移行し、12月より遠距離航空コマンドに配備されている。フライ・バイ・ワイヤ操縦システムの実装と、電子遠隔制御装置、新型の火器管制コンピュータが追加された。これらの改良は操縦を容易ならしめ、従来のMiG-31BP(K)では手動で行っていた複雑な手順を自動化した。動作モードの切り替え、発射位置に至る飛行経路上での速度と高度の正確な維持は、コンピュータによって計測された飛行速度と高度、地上から受信した情報に基づいた計算により自動制御される。機首前方下面、レドームの手前に2つピトー菅と円形のセンサーが追加されている。

### 計画のみ
MiG-31A(МиГ-31А)
MiG-31Dに準ずる商業用衛星打ち上げ母機。単体で100kg、「イシム」固体燃料ブースター装備で160kgまでの小型衛星を低軌道に乗せられる能力を持った。計画のみで制作されていない。メディアや文献においてはMiG-31I(МиГ-31И)という呼称で扱われる場合も多い。
MiG-31D(МиГ-31Д)
2機製造された79M6 衛星攻撃ミサイルの発射母体として開発された機体である。機体とミサイルがそれぞれ30P6 カンタークト衛星攻撃システムの構成要素となっている。対衛星ミサイル搭載のため、胴体下4基のハードポイントがカバーされ単一のハードポイントが設けられている。主翼付け根のストレーキはMiG-31Mと同じ形状で、同様に翼端にウィングレットが追加されている。1987年に完成した。本規格とミサイルをそれぞれ改良してMiG-31DM、95M6とする計画が存在したがのちに破棄されている。
MiG-31F(МиГ-31Ф)
MiG-31Bをベースに対地攻撃能力を付与された型で、テレビ・レーダー・レーザー誘導の空対地ミサイルを搭載できるとされた、1995年のパリ航空ショーでミグ設計局によって存在が明らかにされた。この型の技術はのちのMiG-31BMに吸収された。
MiG-31FE(МиГ-31ФЭ)
MiG-31FおよびBMの輸出型。中国、イラク、リビア、アルジェリアに提案された。
MiG-31M(МиГ-31М)
1985年に原型機が初飛行した大幅な能力向上型。エンジンがアップグレードされ、機体後部の排気口部の形状が変わっている。操縦席にはCRTを使用した多機能表示装置が装備され、操縦系統はデジタル式のフライ・バイ・ワイヤとなっている。また、コックピット後部座席の窓は側面だけの小型となり、操縦装置と操縦桿がなくなり、それに合わせてペリスコープも外されている。機首のレーダーは大型のチホミーロフNIIP「ザスロン-M」に変更され、空中給油用プローブは左側から右側に変更されている。NATOコードネームはフォックスハウンドB。最終的に当時のソビエト連邦自体が財政難に陥ったため量産化されずに、試作機1機と量産型の試作機が6機生産されただけで終了した。

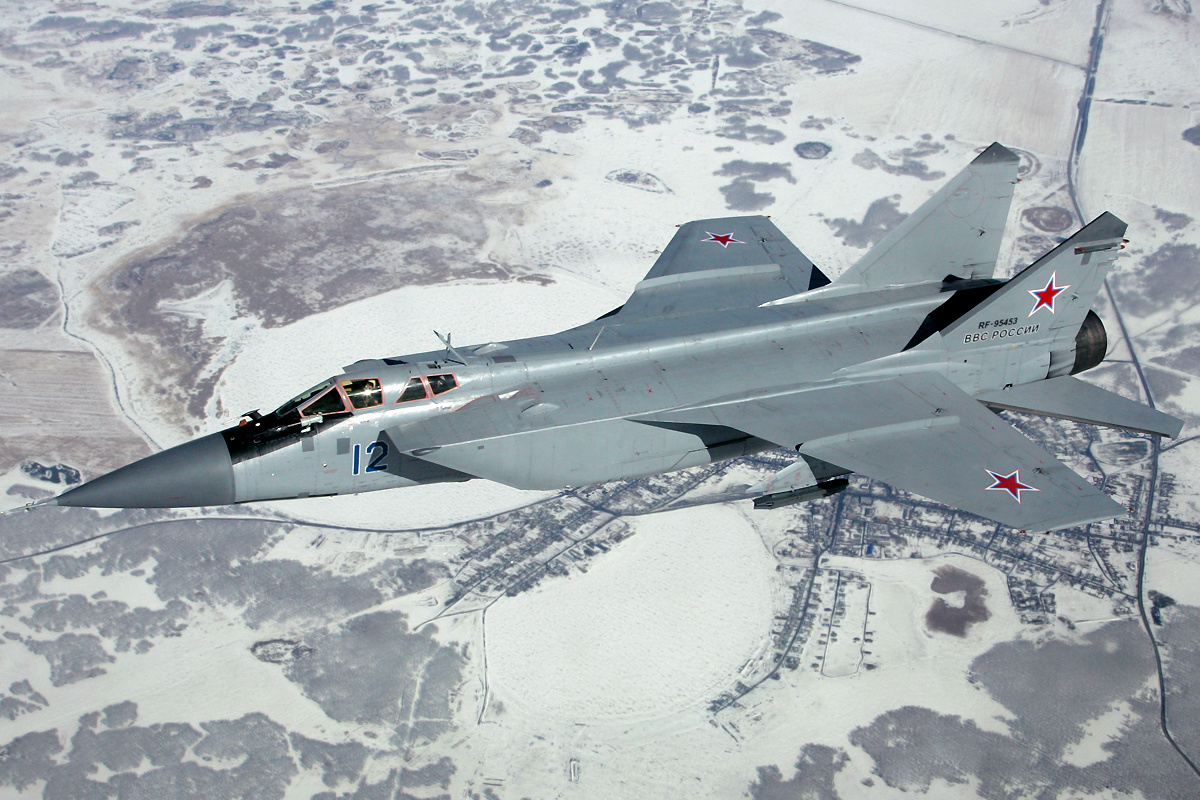
MiG-31DZ
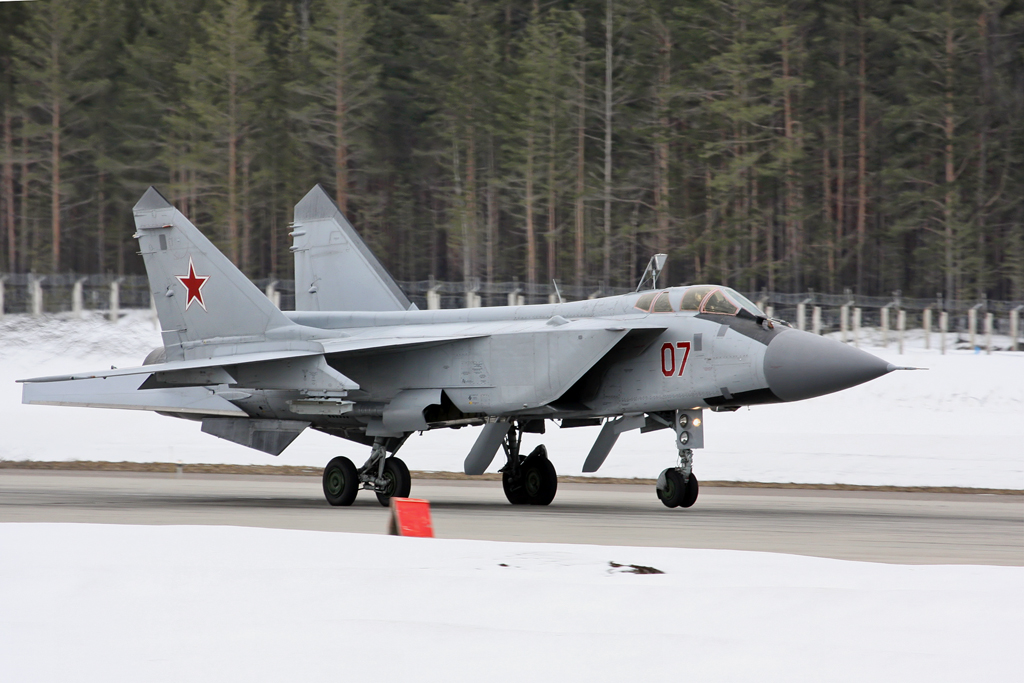
MiG-31B
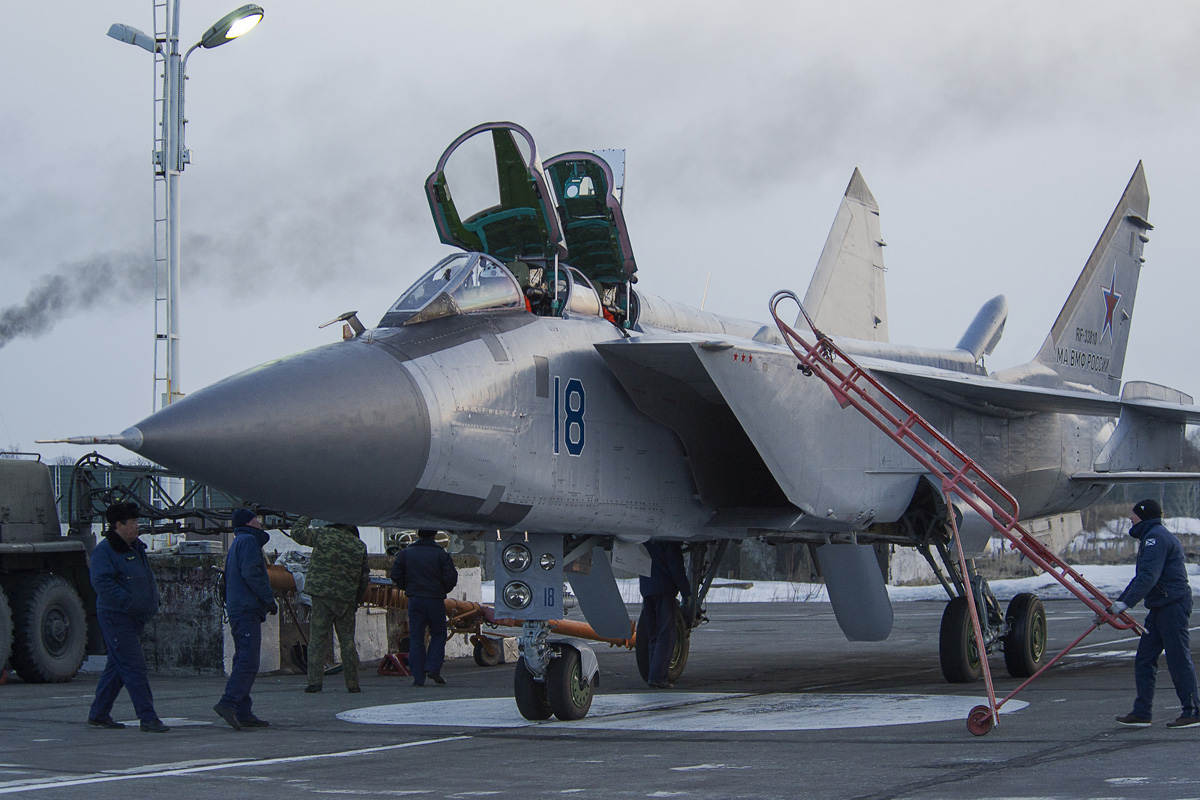
MiG-31BS
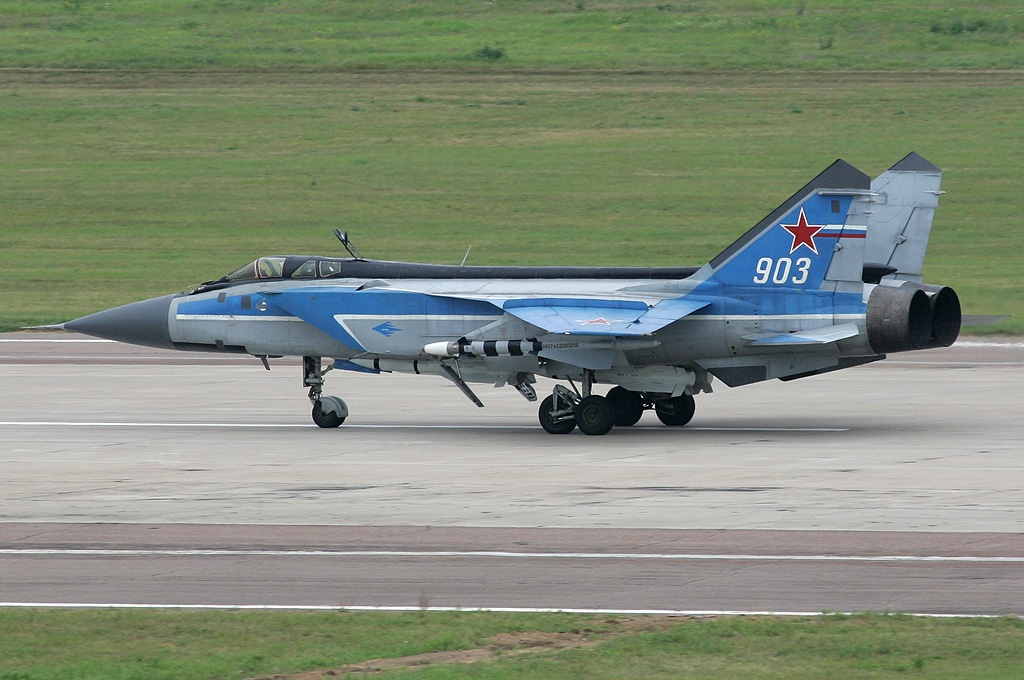
MiG-31E
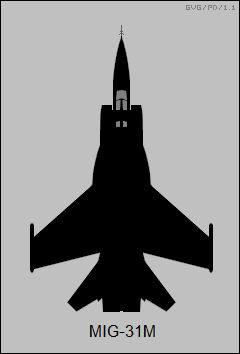
MiG-31M 前席キャノピー上に桁があるがこれは間違い
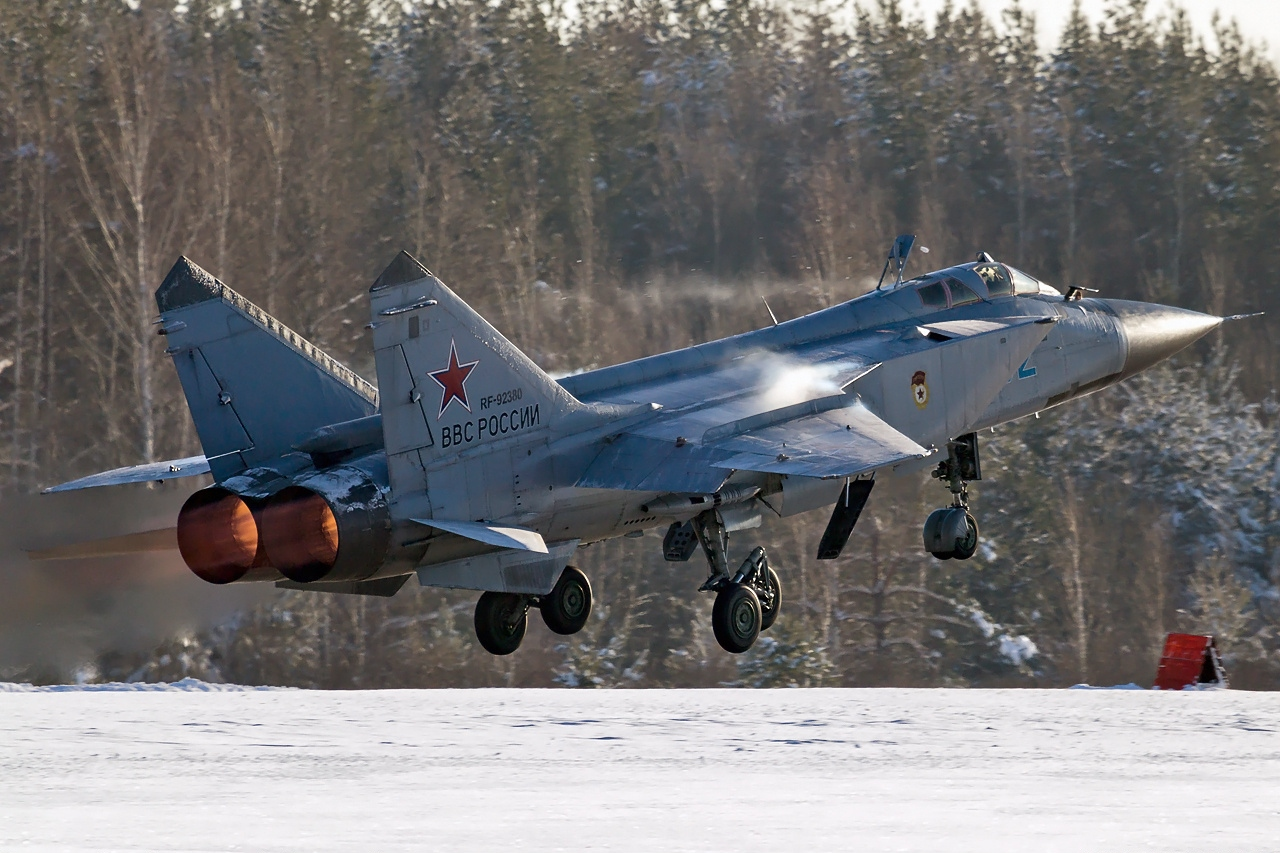
MiG-31BM
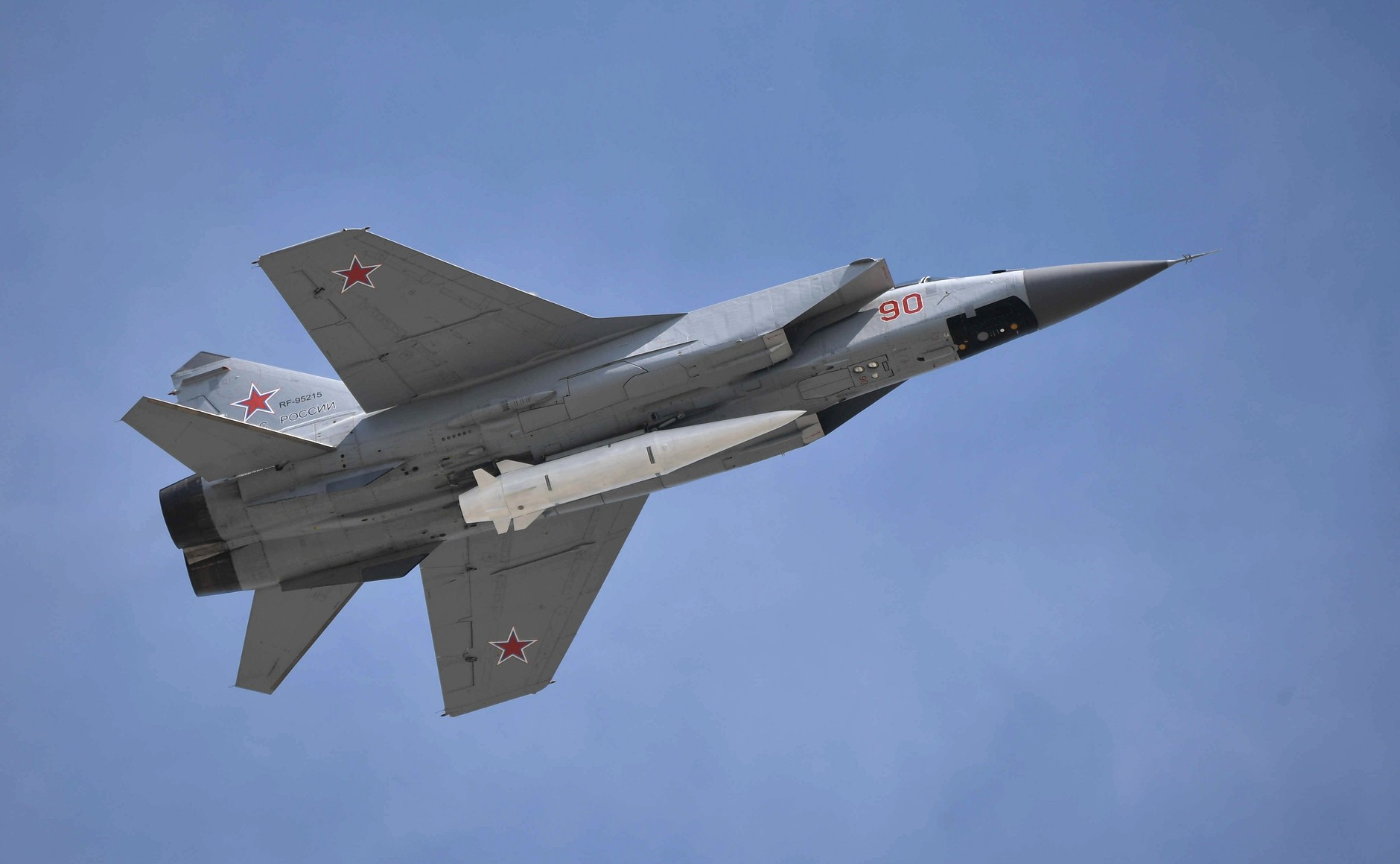
h-47M2 キンジャール ALBMを搭載するMiG-31K
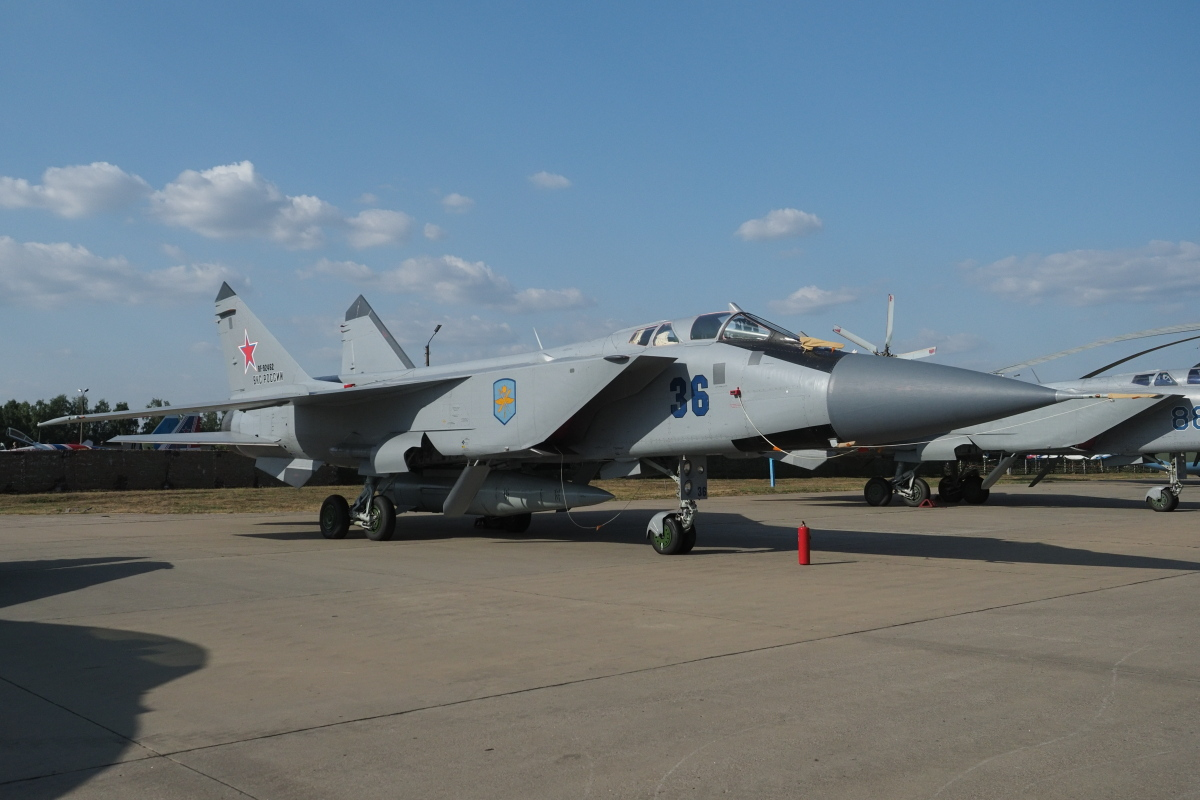
MiG-31I、機体側面に遠距離航空コマンドのパッチが確認できる

## 運用状況

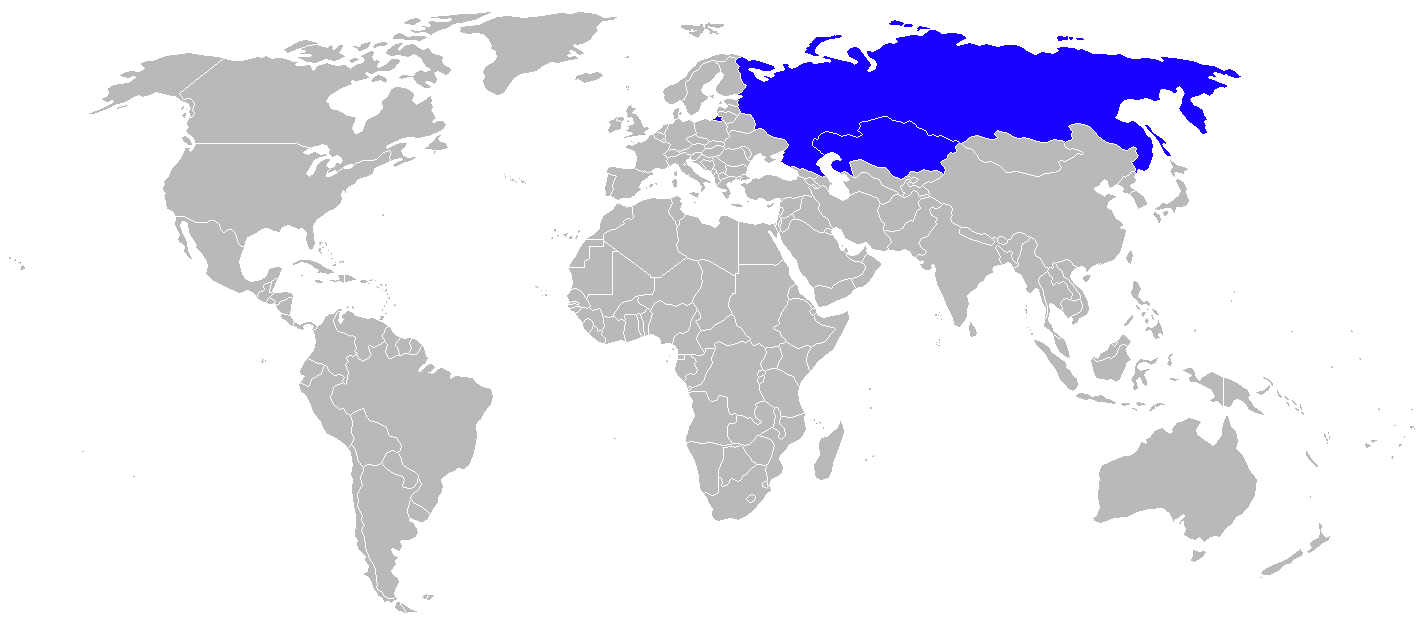
MiG-31採用国

MiG-31は特殊かつ高度な性能を持った迎撃機であるため、ソ連防空軍にのみ配備された。ソビエト連邦の崩壊後、それらのMiG-31はロシア防空軍とカザフスタン防空軍に引き継がれ、現在でも迎撃能力のかなりの部分を担っている。ロシア防空軍機は、同軍の廃止、再編に伴い空軍と海軍航空隊へ移管された。前者は2015年に空軍と航空宇宙防衛軍が統合され、航空宇宙軍の機体となっている。ロシアに関しては「ロシアの空はMiG-31とSu-27が半分ずつ守っている」(前線戦闘機であり要撃任務には用いられないMiG-29を「守っている」数には含めていない）と喩えられることもあるほど重要な位置にある。極東方面では、沿海地方やカムチャッカ地方に配備されている。
2011年時点で約170機、2013年には122機と配備機数は減少しているが、既に改修された60機に加えてさらに50機のBM型への改修を国防省では要求している。
ロシア航空宇宙軍では2026年頃までMiG-31を運用する予定で、後継機としてはMiG-41を開発中で2028年から配備予定である。
カザフスタンでの運用は長らく情報が公開されていなかったが2006年には運用機が一般に公開され、運用が継続されている。
ロシアがウクライナ紛争において併合したクリミア半島にあったセヴァストポリ国際空港は、ロシア航空宇宙軍のベルベク空軍基地として使用されており、MiG-31BMが配備されている。MiG-31BMは超高空から200マイル（約321キロ）の射程を持つ長距離空対空ミサイルR-37Mで攻撃できるため、50マイル（約80キロ）の射程しかないR-27ミサイル搭載のウクライナ空軍のSu-27にとって脅威となっていると報道された。
2023年4月27日、ロシアのムルマンスク地方のモンチェゴルスクでロシア航空宇宙軍のMiG-31BMがエンジン火災により墜落した。なおパイロットは2人共脱出に成功し無事である。7月4日には飛行訓練中の機体がアバチャ湾付近で墜落し、乗員2名が死亡した。
 ロシア
- 航空宇宙軍(2015-）
- 海軍航空隊(1998-）

 カザフスタン
防空軍(1991-) - ソ連崩壊後、カザフスタン北東部のジャナ・セメイ基地に所在していた、旧ソ連軍トルキスタン軍管区防空軍第12軍第356戦闘航空連隊の機体を引き継いだ。2019年時点では、稼働全機がカザフスタン中央部の第610基地（軍民共用であるサリーアルカ空港の中にある）に所在する2個飛行隊に集中配備されている。なお、衛星写真では第607基地（旧ジャナ・セメイ基地）にも10機の駐機が確認されているが、移動の形跡が見られず冬季の除雪も最小限であるため、部品取り用などの非稼働機とみられている。サブタイプはMiG-31B/BSと、近代化改修型のMiG-31BM/BSMとされる。保有機数は資料によって諸説あり、IISSの「The Military Balance 2023」では31機、イカロス出版の「世界の名機シリーズ MiG-31 フォックスハウンド」では2018年6月の現地取材時点で実動25機としている。

## スペック
MiG-31B
乗員：2名
- 全長：21.6m(機首ピトー管含まない）、22.67m(機首ピトー管含む)
- 全幅：13.46m
- 全高：6.15m
- 翼面積：61.60m2
- 翼面荷重量：665.0kg/m2
- 空虚重量：21,820kg
- 通常離陸重量：41,000kg
- 最大離陸重量:46,220kg(R-33×4、増槽×2)
- 発動機：ソロヴィヨーフ D-30F-6×2
  - ドライ推力：9,493kg×2
  - アフターバーナー推力：15,500kg×2

- 推力重量比：0.85
- 最大速度：M2.83 (3,000km/h)
- 最大巡航速度:M2.35
- 経済巡航速度:M0.80
- 航続距離:720km (M2.35、R-33×4)
1,200km (M0.80、R-33×4)
1,400km (M0.80、R-33×4、増槽×2)
2,200km (同上、空中給油1回)
- フェリー航続距離：3,300km
- 上昇率：208m/秒(12,480m/分)/10,000mまで7.9分
- 実用上昇限度：20,600m
- 着陸速度:260km
- 離陸滑走距離:1,200m
- 着陸滑走距離:800m
- 武装
  - GSh-6-23 23mm ガス動作式ガトリング砲×1装弾数200発
  - 対空ミサイルR-33/-37×4とR-40×2もしくはR-33/-37×4 とR-60×4
  - 対地ミサイルKh-29空対地ミサイル、Kh-47M2超音速弾道ミサイル

## 登場作品

### アニメ・漫画
アニメ『ストラトス・フォー アドヴァンス』
作中で登場する対隕石迎撃機として使用されているTSR-2MSの次世代機としてMiG-31MSが登場する。
漫画『夜光雲のサリッサ』（松田未来／徳間書店）
「MiG-31WX セマルグル」として登場する。機体全体に耐熱コーティングと燃料循環による冷却システムを採用。耐熱セラミック製キャノピーフレーム採用。機首上面左側にIRST装備。主翼上に加速用ロケットブースター2基を装着。主翼下面付け根に補強主桁＋コンフォーマルタンクを装着。機首上下面にはピッチング制御用バーニア、主翼端にはローリング制御用RCSポッドを追加。エンジンはMiG-25に搭載されている、高々度性能に優れるツマンスキーR-15ターボジェットに再換装されている。デジタル制御によりエンジンの燃費は改善されている。兵装は胴体下面にR-33を4発と主翼下にR-77PD ラムジェットミサイルを4発。

### ゲーム
『エアフォースデルタシリーズ』
エアフォースデルタシリーズにおける皆勤賞機の１つ。
『エースコンバットシリーズ』
いくつかの作品において操縦可能な自機および敵機として登場。実機の特徴である「高い高速飛行性能を持つ一方で旋回半径が広い」ことを反映してか、作品上においても最高速度はトップクラスであるが旋回性能が著しく低い機体に設定されており、ファンの間では「直線番長」というあだ名で呼ばれることもある。
『凱歌の号砲 エアランドフォース』
日本を占拠したロシア軍の機体として登場。プレイヤーも購入して使用できる。